# Pinacosterna mechowi
Pinacosterna mechowi är en skalbaggsart som beskrevs av Max Quedenfeldt 1881. Pinacosterna mechowi ingår i släktet Pinacosterna och familjen långhorningar.
Artens utbredningsområde är:
- Angola.
- Rwanda.

Inga underarter finns listade i Catalogue of Life.